# Бургштал (Округ Берде)
Бургштал (њем. Burgstall) општина је у њемачкој савезној држави Саксонија-Анхалт. Једно је од 35 општинских средишта округа Берде. Посједује регионалну шифру (AGS) 15083120.

## Географски и демографски подаци
Општина се налази на надморској висини од 45 метара. Површина општине износи 116,4 km². У самом мјесту је, према процјени из 2010. године, живјело 1.703 становника. Просјечна густина становништва износи 15 становника/km².